# Gran Premi de Bèlgica del 1995
Resultats del Gran Premi de Bèlgica de Fórmula 1 disputat la temporada 1995 al circuit de Spa-Francorchamps el 27 d'agost del 1995.

## Resultats
| Posició | Número | Pilot                    | Equip                  | Voltes | Temps / Retirada  | Pos. de sortida | Punts |
| ------- | ------ | ------------------------ | ---------------------- | ------ | ----------------- | --------------- | ----- |
| 1       | 1      | Michael Schumacher       | Benetton - Renault     | 44     | 1h 36' 47. 875    | 16              | 10    |
| 2       | 5      | Damon Hill               | Williams - Renault     | 44     | + 19.493 s        | 8               | 6     |
| 3       | 25     | Martin Brundle           | Ligier - Mugen - Honda | 44     | + 24.998 s        | 13              | 4     |
| 4       | 30     | Heinz-Harald Frentzen    | Sauber - Ford          | 44     | + 26.972 s        | 10              | 3     |
| 5       | 7      | Mark Blundell            | McLaren - Mercedes     | 44     | + 33.772 s        | 6               | 2     |
| 6       | 14     | Rubens Barrichello       | Jordan - Peugeot       | 44     | + 39.674 s        | 12              | 1     |
| 7       | 2      | Johnny Herbert           | Benetton - Renault     | 44     | + 54.043 s        | 4               |       |
| 8       | 4      | Mika Salo                | Tyrrell - Yamaha       | 44     | + 54.548 s        | 11              |       |
| 9       | 26     | Olivier Panis            | Ligier - Mugen – Honda | 44     | + 1' 06.170 min.  | 9               |       |
| 10      | 23     | Pedro Lamy               | Minardi - Ford         | 44     | + 1' 19.789 min.  | 17              |       |
| 11      | 29     | Jean-Christophe Boullion | Sauber - Ford          | 43     | + 1 Volta         | 14              |       |
| 12      | 10     | Taki Inoue               | Footwork - Hart        | 43     | + 1 Volta         | 18              |       |
| 13      | 21     | Pedro Diniz              | Forti F1 - Ford        | 42     | + 2 Voltes        | 24              |       |
| 14      | 22     | Roberto Moreno           | Forti F1 - Ford        | 42     | + 2 Voltes        | 22              |       |
| Ret     | 3      | Ukyo Katayama            | Tyrrell - Yamaha       | 28     | Virolla           | 15              |       |
| Ret     | 16     | Giovanni Lavaggi         | Pacific - Ilmor        | 27     | Caixa canvi       | 23              |       |
| Ret     | 24     | Luca Badoer              | Minardi - Ford         | 23     | Virolla           | 19              |       |
| Ret     | 28     | Gerhard Berger           | Ferrari                | 22     | Prob. elèctrics   | 1               |       |
| Ret     | 15     | Eddie Irvine             | Jordan - Peugeot       | 21     | Foc               | 7               |       |
| Ret     | 9      | Massimiliano Papis       | Footwork - Hart        | 20     | Virolla           | 20              |       |
| Ret     | 17     | Andrea Montermini        | Pacific - Ilmor        | 18     | Sense combustible | 21              |       |
| Ret     | 6      | David Coulthard          | Williams - Renault     | 13     | Caixa canvi       | 5               |       |
| Ret     | 27     | Jean Alesi               | Ferrari                | 4      | Suspensions       | 2               |       |
| Ret     | 8      | Mika Häkkinen            | McLaren - Mercedes     | 1      | Virolla           | 3               |       |

## Altres
- Pole: Gerhard Berger 1' 54. 392

- Volta ràpida: David Coulthard 1' 53. 412 (a la volta 11)